# 游元
游 元（ゆう げん、生年不詳 - 613年）は、北斉から隋にかけての人物。字は楚客。本貫は広平郡任県。

## 経歴
游宝蔵の子として生まれた。16歳のとき、北斉の司徒の徐顕秀に召されて参軍事となった。北周が北斉を滅ぼすと、北周の寿春県令と譙州司馬を歴任して、有能で知られた。隋の開皇年間、殿内侍御史となった。晋王楊広が揚州総管となると、游元はその下で法曹参軍となった。父が死去すると、服喪のために職を去った。後に内直監となった。煬帝が即位すると、尚書度支郎となった。
612年（大業8年）、高句麗遠征において、左驍衛長史を兼ね、蓋牟道監軍となった。朝請大夫の位を受け、治書侍御史を兼ねた。宇文述らが敗北すると、游元は敗戦の責任を問う取り調べをつかさどった。宇文述の権勢におもねらず、その請託をしりぞけて、宇文述の罪を率直に糾弾した。
613年（大業9年）、楊玄感の反乱に参加を求められたが、加担せず捕らえられた。兵を使って脅されたが、屈服しなかったため殺害された。銀青光禄大夫の位を追贈された。
子の游仁宗は正議大夫・弋陽郡通守となった。

## 伝記資料
- 『隋書』巻71 列伝第36
- 『北史』巻85 列伝第73